# Takashi Kuramoto
Takashi Kuramoto (japanisch 倉本 崇史 Kuramoto Takashi; * 8. August 1984 in der Präfektur Ōita) ist ein ehemaliger japanischer Fußballspieler.

## Karriere
Kuramoto erlernte das Fußballspielen in der Schulmannschaft der Oita High School. Seinen ersten Vertrag unterschrieb er 2003 bei den Ōita Trinita. Der Verein spielte in der höchsten Liga des Landes, der J1 League. 2006 wechselte er zum Zweitligisten Mito HollyHock. Für den Verein absolvierte er 53 Ligaspiele. Ende 2008 beendete er seine Karriere als Fußballspieler.